# ايتابتشننجا
ايتابتشننجا هي مدينة، وبلدية في البرازيل، تتبع ساو باولو، بلغ عدد سكانها 125٬559  نسمة، في 2000، تبلغ مساحتها 1٫789300 كيلومتر مربع، رمزها البريدي هو 18220-000.

## أعلام
- جوليو بريستيس
- خوسيه نيتو